# Digonogastra grenadensis
Digonogastra grenadensis är en stekelart som först beskrevs av William Harris Ashmead 1900.  Digonogastra grenadensis ingår i släktet Digonogastra och familjen bracksteklar. Inga underarter finns listade i Catalogue of Life.